# Natham
Natham é uma panchayat (vila) no distrito de Dindigul, no estado indiano de Tamil Nadu.

## Demografia
Segundo o censo de 2001,  Natham  tinha uma população de 22,532 habitantes. Os indivíduos do sexo masculino constituem 50% da população e os do sexo feminino 50%. Natham tem uma taxa de literacia de 69%, superior à média nacional de 59.5%: a literacia no sexo masculino é de 76% e no sexo feminino é de 61%. Em Natham, 12% da população está abaixo dos 6 anos de idade.